# Podział administracyjny Kościoła katolickiego w Serbii
     Arcybiskupstwo Belgradu - zielony
     Biskupstwo Suboticy - żółty
     Biskupstwo Zrenjanu - beżowy
     Biskupstwo Sriremu - brązowy
     Diecezja Prizrenu-Prisztiny - różowy

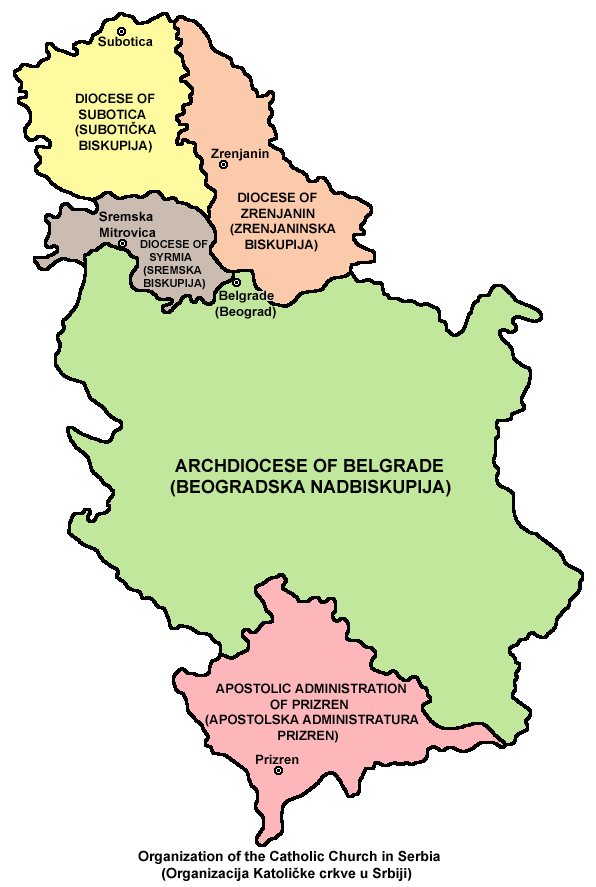
Podział administracyjny Kościoła katolickiego obrządku łacińskiego w Serbii
Arcybiskupstwo Belgradu - zielony
Biskupstwo Suboticy - żółty
Biskupstwo Zrenjanu - beżowy
Biskupstwo Sriremu - brązowy
Diecezja Prizrenu-Prisztiny - różowy

Podział administracyjny Kościoła katolickiego w Serbii – w ramach Kościoła katolickiego w Serbii odrębne struktury mają:
- Kościół rzymskokatolicki
- Kościół greckokatolicki

## Obrządek łaciński

### Metropolia belgradzka
- Archidiecezja belgradzka
  - Diecezja suboticka
  - Diecezja zrenjanińska

### Metropolia Ðakovo-Osijek
- - Diecezja srijemska

## Obrządek greckokatolicki
- Eparchia św. Mikołaja w Ruskim Krsturze[1]